# Уяновиці
Уяновиці (пол. Ujanowice) — село в Польщі, у гміні Ляскова Лімановського повіту Малопольського воєводства. Населення — 726 осіб (2011).
У 1975—1998 роках село належало до Новосондецького воєводства.

## Демографія
Демографічна структура станом на 31 березня 2011 року:
|          | Загалом | Допрацездатний вік | Працездатний вік | Постпрацездатний вік |
| -------- | ------- | ------------------ | ---------------- | -------------------- |
| Чоловіки | 369     | 116                | 232              | 21                   |
| Жінки    | 357     | 98                 | 210              | 49                   |
| Разом    | 726     | 214                | 442              | 70                   |